# François Berthier (handball)
Pour les articles homonymes, voir Berthier et François Berthier.
François Berthier, né le 17 mars 1965 à Montbéliard, est un joueur et entraîneur français de handball.

## Biographie
François Berthier commence le handball à Seloncourt jusqu'à l'âge de 13 ans. Il a ensuite passé deux ans à Belfort où il a évolué en N3. Il est arrivé à Sélestat en 1984 et a évolué au poste de pivot. 
En parallèle, il commence très tôt à entraîne des équipes : en 1986 à Oberhausbergen puis à Sélestat à partir de 1987. Il a suivi la génération des 1972 durant 2 ans, après il s'est occupé des 1976 durant 4 ans et ensuite de la Réserve avec laquelle il monta de nationale 3 à nationale 2 (Freppel, Willmann, Demangeon...). Il remporte 2 titres de champion de France scolaire avec les générations 1976/77 (Silber, Pabst, Demangeon, Karcher...) à Ivry et à Montluçon avec les joueurs nés en 1980/81 (Schaerlinger, Rachdi, Brogno, Schmitt, Tétard....) En 1995, son équipe de -18 ans (Sayad, Karcher...) perd la finale Falcony après prolongations face à Billère.
En novembre 2001, il est nommé entraîneur de l'équipe 1 du SC Sélestat qui évolue en Division 1 à la suite du remplacement de Alain Quintallet. Il occupe ce poste jusqu'en mai 2008 où son contrat n'est pas renouvelé. 
Il entraîne alors le Saint-Cyr Touraine HB club de Division 2 avec lequel il participe à la montée parmi l'élite (Division 1) en 2010. Le club parvient à obtenir sportivement son maintien en terminant huitième mais est contraint de déposer le bilan.
Pour la saison 2011-2012, il est nommé entraîneur du Paris Handball,. Après une saison difficile où il parvient de justesse à obtenir le maintien de l'équipe en LNH, il est remplacé par Philippe Gardent qui prend la tête du nouveau Paris Saint-Germain Handball.
Au Qatar, il fait une pige au club de l'armée, El Jaish SC, entre janvier et juin 2013 avant de revenir en France.
Il a été l’entraîneur de l'équipe masculine des -18 ans du Sélestat Alsace handball qui évoluait en Championnat de France, 1/4 Falcony 2015 et 3e Chpt Elite 2016.
En 2016, il prend la direction du Tus Oberhausen en Allemagne. Malgré une accession au niveau supérieur au terme de la saison 2017/2018, les deux parties se séparent en janvier 2020.